# Josep Anton Oliveras i Bou
Josep Anton Oliveras i Bou (? - Sant Feliu de Llobregat, 2013) va ser un propietari i polític català, alcalde de Sant Feliu de Llobregat entre 1970 i 1973.
Era un agricultor propietari acomodat. El seu pare havia estat estat assassinat pels revolucionaris durant la Guerra Civil.
Fou bibliotecari del Frente de Juventudes i col·laborador-fundador de Radio Juventud. Va militar activament en el SEU durant els seus estudis inacabats de perit agrònom. Va ser conseller local del Movimiento alguns anys. Presidí l'Acció Catòlica de Sant Feliu i fou membre del Sometent. Durant la dècada de 1960 va fer fortuna venent part de les seves propietats a Sant Feliu i Sant Just Desvern com a sòl edificable i obrí l'únic garatge de la localitat aleshores.
Va ser escollit regidor de Sant Feliu pel terç sindical el 1963 com a representant de la HSLG i va accedir a l'alcaldia l'any 1970. El 1972 va inaugurar una nova escola d'ensenyament general bàsic, a la qual se li donà el nom de «Colegio Modelo» (actualment Escola Falguera), en remembrança d'un altra escola que hi havia hagut 40 anys abans a Sant Feliu. Cessà com a alcalde a petició pròpia el 1973 per motius de salut.
Als anys 80 va ser candidat local d'Alianza Popular i fou president d'honor de la penya taurina "El Cordobés" de Sant Feliu de Llobregat.